# 50 Herculis
50 Herculis es una estrella gigante naranja de 67.2 veces el radio del Sol, con una temperatura de 3975K, se encuentra en la constelación de Hércules. Está a 327.87 parsec del Sol o a 1069 años luz, con tipo espectral K9III, con magnitud visual de 5.72 y magnitud absoluta de - 1.85